# Ocypode gaudichaudii
El cangrejo fantasma rojo (Ocypode gaudichaudii) es una especie de cangrejo que habita las playas del Pacífico oriental desde El Salvador a Chile, con poblaciones aisladas en las Islas Galápagos y en Bahía Tortugas (Baja California, México). Son crustáceos de movimientos rápidos, corredores, que viven en playas arenosas. Los adultos son de color anaranjado o rojizo y los más jóvenes, grises con puntos o manchas claras.
Cavan madrigueras que llegan a alcanzar 1 m de profundidad, que ubican cerca de la línea de marea alta en playas arenosas y en bancos de arena. Se mantienen ocultos en ellas durante la pleamar.
Son básicamente detritívoros que aprovechan las algas aportadas por las olas, así como restos animales, tanto de fuentes terrestres como marinas. Se alimenta de materia orgánica y pequeñas formas de vida (fauna intersticial) extraída de entre los granos de arena; en ciertas playas arenosas peruanas encuentran, mayormente, algas diatomeas. Además capturan al isópodo Cirolana y al anomuro Emerita analoga en estado juvenil o cuando están blandos tras la muda. También comen plantas y tejidos animales muertos.